# ひめゆりの塔 (1982年の映画)
『ひめゆりの塔』（ひめゆりのとう）は1982年6月12日に公開された日本映画。今井正監督が、自身が監督した1953年の同名映画を、前作の水木洋子の脚本をそのまま用いてリメイクした。製作は芸苑社。配給は東宝。カラー、ビスタビジョン。上映時間は142分。

## スタッフ
- 監督：今井正
- プロデューサー：遠藤雅也
- 製作：佐藤一郎
- 脚本：水木洋子
- 音楽：池辺晋一郎
- 演出補佐：神山征二郎
- 撮影：原一民
- 美術：坂口武玄、大鶴泰弘
- 録音：板寺昇
- 照明：小島真二
- 編集：近藤光雄
- 助監督：中田新一
- 整音：西尾昇
- 合成作画：石井義雄、塚田猛昭
- 合成：真野田嘉一

## キャスト
- 宮城先生：栗原小巻
- 上原文：古手川祐子
- 安富良子：大場久美子
- 花城露子：斉藤とも子
- 安里恒子：蜷川有紀
- 嘉浦春子：田中好子
- 上原チヨ：牛原千恵
- 久田淳子：五十嵐知子
- 尾台ツル：桐原五月
- 外間園枝：志方亜紀子
- 前山静：谷川みゆき
- 山室芳子：高部知子
- 高桑春子：久慈まゆり
- 座波俊子：音無真喜子
- 棚田キミ：遠藤真理子
- 玉井先生：篠田三郎
- 橋本先生：津嘉山正種
- 徳田先生：原田樹世士
- 具志堅先生：草薙幸二郎
- 仲栄間先生：塚本信夫
- 照垣先生：矢崎滋
- 奥里書記：小川真司
- 山岡部長：鈴木瑞穂
- 南舎監長：近石真介
- 大高見習士官：役所広司
- 山根軍医：明石勤
- 西岡兵長：井上博一
- 松助：小林昭二
- 杉八：桑山正一
- 林軍曹：下條アトム
- カメ：中原ひとみ
- 大城婦長：原知佐子
- カナ：佐々木すみ江
- 糸洲の老婆：鈴木光枝
- ルリ：神崎愛
- 岡軍医：井川比佐志
- 石井曹長：地井武男
- 佐々木軍医中佐：田村高廣

## 主題歌
- 「しあわせについて」 作詞・作曲・歌：さだまさし

## 製作
今井正自身が監督した1953年の同名映画は、創立早々の東映で製作されて大ヒットし、600万人の観客を集め、東映の経営は軌道に乗った。それが縁で今井監督の息子は東映に入社し、本リメイクを製作当時は東映宣伝部次長だった。本来は東映30周年を祝う記念映画として東映で製作されるのが自然であったが、東宝の社史を記念する映画として製作が決まった。その経緯について今井は「東宝の佐藤一郎プロデューサーと別の企画を進めていたのだが、東宝から『戦争ものを』という要望があったんです。私は『連合艦隊』のような戦争スペクタクルは作れません』と言ったんだが、『（戦争映画なら）思い通りに作ってよろしい』と返答されたので、急遽『ひめゆりの塔』に企画変更しました。前作では沖縄がアメリカの占領下にあってロケに使えなかったという無念さもあったので、自分の作品をもう一度やるなら『ひめゆりの塔』という気持ちはあった。稲垣浩さんは阪妻で戦前にやった『無法松の一生』を戦後に三船敏郎（主演）でやってるし、決して珍しいことではない」などと述べた。今井監督は『ひめゆりの塔』を東宝でやる代わりにもう一本、東宝で大作を撮る約束を取り付けたのではないかと推測された。東宝は1981年に『連合艦隊』を大ヒットさせたが、1982年に東映が『大日本帝国』と『一九八X年』（『FUTURE WAR 198X年』）の公開を決めると『連合艦隊』も含めて好戦的と批判の矢面に晒されたため、左翼や反戦平和団体らの攻撃をかわすには「反戦映画も東宝はやるのだ」というお墨付きを得てバランスを取ろうとした見られた。東宝は日中合作映画『未完の対局』のタイトルを一時『陽はまた昇る』に変更して「日章旗をかざして侵略した過去を再現する『陽はまた昇る』のタイトルに「帝国主義を表わしたタイトルには承服できない」と中国が烈火のごとく怒り、製作発表会見のその日に元のタイトル『未完の対局』に戻すという大失態をやらかしていた。